# Wiktar Haławanau
Wiktar Ryhorawicz Haławanau (biał. Віктар Рыгоравіч Галаванаў, ros. Виктор Григорьевич Голованов, Wiktor Grigorjewicz Gołowanow; ur. 1952 w Borysowie) – białoruski prawnik i politolog, działacz państwowy, w latach 2001–2011 minister sprawiedliwości Republiki Białorusi; oskarżany o kierowanie prześladowaniami sądowymi wobec przeciwników władzy przywódcy Białorusi Alaksandra Łukaszenki.

## Życiorys
Urodził się w 1952 roku w Borysowie, w rejonie borysowskim obwodu mińskiego Białoruskiej SRR, ZSRR. W 1979 roku ukończył Białoruski Uniwersytet Państwowy, a następnie Mińską Wyższą Szkołę Partyjną. Uzyskał stopień kandydata nauk prawnych (odpowiednik polskiego stopnia doktora). Posiada wykształcenie prawnika i politologa. W latach 1969–1971 pracował jako ślusarz w Bobrujskich Zakładach Doświadczalno-Mechanicznych. W latach 1971–1973 odbył służbę wojskową w szeregach Armii Radzieckiej. Od 1979 roku wchodzi w skład Mohylewskiego Obwodowego Kolegium Adwokatów. W latach 1980–1987 pracował jako instruktor Komitetu Miejskiego i Komitetu Obwodowego Komunistycznej Partii Białorusi (KPB) w Bobrujsku i Mohylewie. W latach 1987–1988 był naczelnikiem Wydziału Sprawiedliwości Mohylewskiego Obwodowego Komitetu Wykonawczego. W latach 1988–1992 pracował jako instruktor Wydziału Państwowo-Prawnego Komitetu Centralnego KPB i zastępca naczelnika zarządu Ministerstwa Sprawiedliwości Białorusi. W latach 1992–1995 pracował jako zastępca przewodniczącego Państwowego Komitetu Patentowego Republiki Białorusi i naczelnik wydziału kadr banku AKB „Biełaruskank”. W latach 1995–1996 wchodził w skład Mińskiego Miejskiego Kolegium Adwokatów. W latach 1996–1999 pełnił funkcję zastępcy ministra sprawiedliwości, a w latach 1999–2000 pierwszego zastępcy ministra sprawiedliwości. 11 września 2000 roku został mianowany na stanowisko naczelnika Głównego Zarządu Państwowo-Prawnego Administracji Prezydenta Republiki Białorusi, do tego czasu nie obsadzone po dymisji Alaksandra Płaskawickiego. 28 września 2000 roku zwolniony z obowiązków pierwszego zastępcy ministra sprawiedliwości w związku z przejściem do innej pracy. 1 października 2001 roku został ministrem sprawiedliwości Republiki Białorusi, zastępując Hienadzia Warancoua. 4 października 2011 roku został zdymisjonowany, pełniącym obowiązki ministra sprawiedliwości został Alaksandr Bilejczyk.

## Udział w represjach politycznych i łamaniu praw człowieka
Wiktar Haławanau oskarżany jest o łamanie praw człowieka i zasad demokracji, a także o udział w represjach wobec przeciwników władzy przywódcy Białorusi Alaksandra Łukaszenki. Według raportu przygotowanego przez polską Fundację Wolność i Demokracja, w czasie pełnienia funkcji ministra sprawiedliwości kierował licznymi prześladowaniami sądowymi przeciwko działaczom demokratycznym, a także odpowiedzialny jest za represje administracyjne przeciwko Związkowi Polaków na Białorusi. Oskarżenia podziela szereg państw i instytucji międzynarodowych.
10 kwietnia 2006 roku, po wyborach prezydenckich, Rada Unii Europejskiej wpisała Wiktara Haławanaua na listę białoruskich urzędników państwowych odpowiedzialnych za naruszanie międzynarodowych standardów wyborczych, w szczególności standardów OBWE, międzynarodowych praw człowieka, a także za represje wobec społeczeństwa obywatelskiego i opozycji demokratycznej. Haławanau otrzymał zakaz wjazdu na terytorium Unii Europejskiej. 18 maja 2006 roku Rada Unii Europejskiej wprowadziła dodatkowo sankcje finansowe, zamrażając jego konta bankowe i własność na terenie UE. W czerwcu 2006 roku do unijnych sankcji dołączyła Szwajcaria. 16 czerwca 2006 roku władze Stanów Zjednoczonych wpisały Wiktara Haławanaua na listę osób odpowiedzialnych za niszczenie demokratycznych procesów i instytucji, naruszanie praw człowieka i państwową korupcję, a także uznały go za zagrożenie dla bezpieczeństwa narodowego USA. Wprowadzone w związku z tym sankcje przewidywały zamrożenie należących do niego aktywów znajdujących się pod jurysdykcją Stanów Zjednoczonych, a także zakaz podejmowania z nim stosunków biznesowych przez amerykańskich obywateli. Sankcje były dwukrotnie przedłużane o rok, w czerwcu 2008 roku przez prezydenta George’a W. Busha i 12 czerwca 2009 przez prezydenta Baracka Obamę. 2 lutego 2011 Wiktar Haławanau roku znalazł się na liście pracowników organów administracji Białorusi, którzy za udział w domniemanych fałszerstwach i łamaniu praw człowieka w czasie wyborów prezydenckich w 2010 roku otrzymali zakaz wjazdu na terytorium Unii Europejskiej.

## Życie prywatne
Wiktar Haławanau posiada willę położoną w elitarnej mińskiej dzielnicy Drozdy, zamieszkanej przez przedstawicieli władzy i ludzi blisko związanych z Alaksandrem Łukaszenką.

## Odznaczenia
- Medal „Za Zasługi w Pracy” (Białoruś, 2006)[9].